# اريك موراي (لاعب كرة قدم أمريكية)
اريك موراي (بالإنجليزية: Eric Murray)‏ هو لاعب كرة قدم أمريكية أمريكي، ولد في 7 يناير 1994 في ميلواكي في الولايات المتحدة.

## وصلات خارجية
- اريك موراي على موقع مرجع كرة القدم المحترفة.كوم (الإنجليزية)